# Chris Nilsen
Christopher Nilsen (né le 13 janvier 1998 à Kansas City) est un athlète américain, spécialiste du saut à la perche. Il est vice-champion olympique en 2021 à Tokyo et vice-champion du monde en 2022 à Eugene.

## Biographie
Après avoir établi un record en plein air de 5,60 m le 22 mai 2016 dans sa ville natale, Chris Nilsen franchit 5,75 m pour terminer à la 3e place des championnats des États-Unis d'athlétisme 2017. Il est éliminé dès les qualifications lors des championnats du monde 2017 à Londres. Le 5 mai 2018, il porte son record personnel à 5,86 m à Sioux Falls.
Le 5 juin 2019, il bat le Suédois Armand Duplantis, à Austin, avec un autre record personnel porté à 5,95 m. Il remporte par la suite la médaille d'or des Jeux panaméricains de 2019, à Lima au Pérou, en effectuant un saut à 5,76 m.
En 2021, il remporte les sélections olympiques américaines d'athlétisme 2020 à Eugene avec un saut à 5,90 m, devançant notamment le double champion du monde Sam Kendricks. En finale des Jeux olympiques d'été de 2020 à Tokyo, il établit un nouveau record personnel avec une marque à 5,97 m réalisée à son premier essai, et s'adjuge la médaille d'argent derrière Armand Duplantis.
Nilsen dépasse la barre des six mètres en franchissant en salle 6,02 m à Tourcoing le 5 février 2022. Le 6 mars 2022, à Rouen lors du Perche Élite Tour, il efface 6,05 m et établit un nouveau record d'Amérique du Nord, d'Amérique centrale et des Caraïbes en salle,.
Le 24 juillet 2022, lors des championnats du monde à Eugene, il décroche la médaille d'argent en franchissant 5,94 m, s'inclinant une nouvelle fois devant Armand Duplantis.

## Palmarès

### International
| Date | Compétition                    | Lieu     | Résultat | Marque |
| ---- | ------------------------------ | -------- | -------- | ------ |
| 2019 | Jeux panaméricains             | Lima     | 1er      | 5,76 m |
| 2021 | Jeux olympiques                | Tokyo    | 2e       | 5,97 m |
| 2022 | Championnats du monde en salle | Belgrade | 3e       | 5,90 m |
| 2022 | Championnats du monde          | Eugene   | 2e       | 5,94 m |
| 2023 | Championnats du monde          | Budapest | 3e       | 5,95 m |
| 2024 | Championnats du monde en salle | Glasgow  | 4e       | 5,75 m |

### National
- Championnats des États-Unis d'athlétisme
  - vainqueur en 2021, 2022 et 2023
- Championnats des États-Unis d'athlétisme en salle
  - vainqueur en 2022

## Records
| Épreuve          | Épreuve   | Marque      | Lieu        | Date        |
| ---------------- | --------- | ----------- | ----------- | ----------- |
| Saut à la perche | Plein air | 6,00 m      | Sioux Falls | 6 mai 2022  |
| Saut à la perche | Salle     | 6,05 m (AR) | Rouen       | 5 mars 2022 |